# Fédération de Montserrat de football
La Fédération de Montserrat de football (Montserrat Football Association (en) MFA) est une association regroupant les clubs de football de Montserrat et organisant les compétitions nationales et les matchs internationaux de la sélection de Montserrat.
La fédération nationale de Montserrat est fondée en 1994. Elle est affiliée à la FIFA depuis 1996 et est membre de la CONCACAF depuis 1994.